# Muro de Alcoy
Muro de Alcoy, en castillan et officiellement (Muro ou Muro d'Alcoi en valencien), est une commune d'Espagne de la province d'Alicante dans la Communauté valencienne. Elle est située dans la comarque du Comtat et dans la zone à prédominance linguistique valencienne.

## Géographie

Localisation de Muro de Alcoy
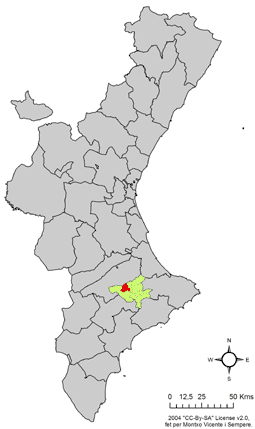
dans la Communauté valencienne.
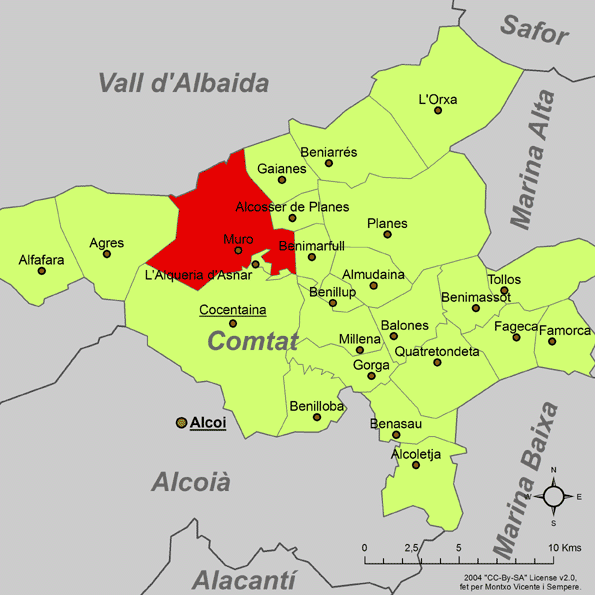
dans la comarque du Comtat.

## Administration
- Rafael Climent (BNV-Coalition Compromís, 1999-2015)
- Francesc Valls Pascual (EUPV, depuis 2015)

## Patrimoine
- Parc naturel de la Serra de Mariola